# Wish I Was Stormborne
Wish I Was Stormborne är Plan Threes andra fullängdsalbum och är släppt på skivbolaget Gain Music Entertainment och distribueras av Sony Music. Det släpptes den 29 september 2017. Albumet är inspelat i Ramtitam Studios och är producerat av Kristoffer Folin, mastrat av Lars Norgren. Det är bandets sista släpp med sångaren Jacob Lovén.

## Låtlista
1. "Welcome To The Edge" - 03:37
2. "The Otherside" - 04:07
3. "Echo" - 03:59
4. "Carl Sagan" - 04:12
5. "Photograph" - 04:22
6. "Wish I Was Stormborne" - 02:16
7. "Unveil The Unknown" - 04:12
8. "Where Do We Go From Here" - 03:20
9. "Oblivion" - 03:15
10. "Burn" - 02:48
11. "When Everything Comes To An End" - 04:09